# Antenor Francisco de Vasconcelos Horta
Antenor Francisco de Vasconcelos Horta (1925 – Rio de Janeiro, 5 settembre 1980) è stato un allenatore di pallacanestro brasiliano.

## Carriera
Ha guidato il Brasile ai Campionati mondiali del 1957 e ai Giochi panamericani di Chicago 1959.